# Surc

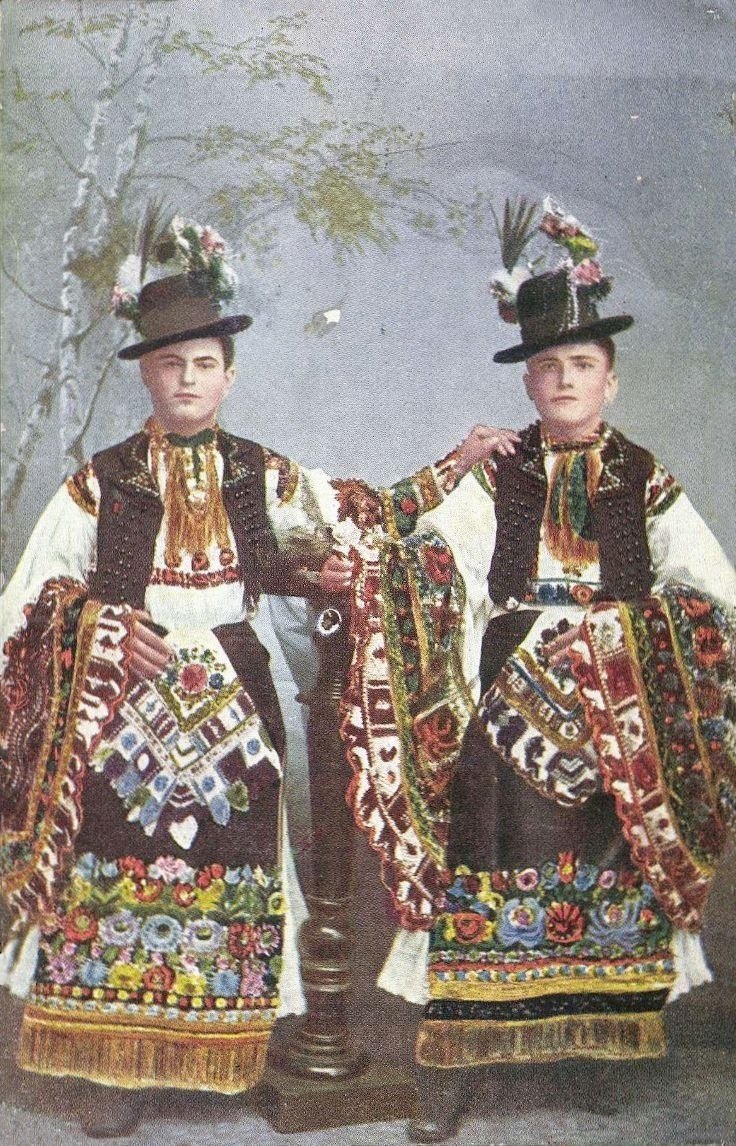
Mezőkövesdi népviselet rojtos surccal (1915)

A surc a magyar népviseletben keskeny, hosszú kötényt jelent, amelyet férfiak, nők és gyermekek egyaránt viselhettek. A  gazdagon díszített hosszú kötényt fekete alapra dúsan hímzett, rézsujtással (ragyogóval) és selyemrojttal díszítették. Minden darabnak más a mintája, hol geometrikus bossókával, hol finom és aprólékos szűcsrózsával, hol tenyérnyi surcrózsával hímezték ki ezeket.

## Leírása
A keskeny kötény (esetleg hátul) középen 40–80 cm széles függőleges sávban fedi a ruhát. Többnyire ráncolatlan, egy szél kelméből áll, és felső sarkainál kissé beljebb, a derékvonalra merőlegesen varrják rá megkötőit, a sarkoknak szabad játékot engedve. Lehet bővebb, de keskenyre ráncolt. Férfiak mindig keskeny kötényt viselnek, esetleg egyik alsó sarkát féloldalt felhajtva (a Nyugat-Dunántúlon ez lehet ünnepélyes is, mint a kapuvári viseletben). Nőknél a bő kötény mellett ez is az egyik változat. A ráncolatlanra fent néhány bevarrást is szoktak tenni.

## Előfordulása
Jellegzetes surcot hordtak a mezőkövesdi matyó népviseletben. A palóc hímzés ugyancsak előfordult. A kalotaszegi népviseletben szintén találunk surcokat.